# Neu-Seeland
Neu-Seeland är en kommun i Tyskland, belägen i Landkreis Oberspreewald-Lausitz i förbundslandet Brandenburg. Kommunen administreras som en del av kommunalförbundet Amt Altdöbern, vars säte ligger i den närbelägna orten Altdöbern. Kommunen bildades den 1 februari 2002 genom en sammanslagning av de tidigare kommunerna Bahnsdorf, Lindchen, Lubochow och Ressen.

## Administrativ indelning
Följande orter utgör kommundelar (Ortsteile) i kommunen:
- Bahnsdorf
- Lindchen
- Lubochow
- Ressen